# Àsia occidental

Àsia occidental

L'Àsia occidental és una regió d'Àsia que agrupa els països més propers al Mediterrani i és un terme adoptat per l'ONU per eliminar l'etnocentrisme de denominacions com Orient Pròxim, que agrupa la majoria d'Estats considerats com a integrants de l'Àsia occidental. Es tracta d'una regió seca que comprèn, per ordre alfabètic:
- Aràbia Saudita
- Armènia
- Azerbaidjan
- Bahrain
- Egipte
- Emirats Àrabs Units
- Geòrgia
- Iemen
- Israel
- Iraq
- Iran
- Jordània
- Kuwait
- Líban
- Oman
- Palestina
- Qatar
- Síria
- Turquia
- Xipre

La zona té una densitat de població molt variable, amb regions molt plenes, com Palestina i altres amb escassos habitants a causa del clima (l'agricultura continua essent el principal mitjà de subsistència, a banda dels recursos derivats del petroli)